# Petracone V Caracciolo
Petracone V Caracciolo (1640 circa – Martina Franca, 16 gennaio 1704), 8º conte di Buccino e 8º duca di Martina Franca, figlio di Francesco I Caracciolo, trasferì la sua residenza da Buccino a Martina Franca.

## Biografia

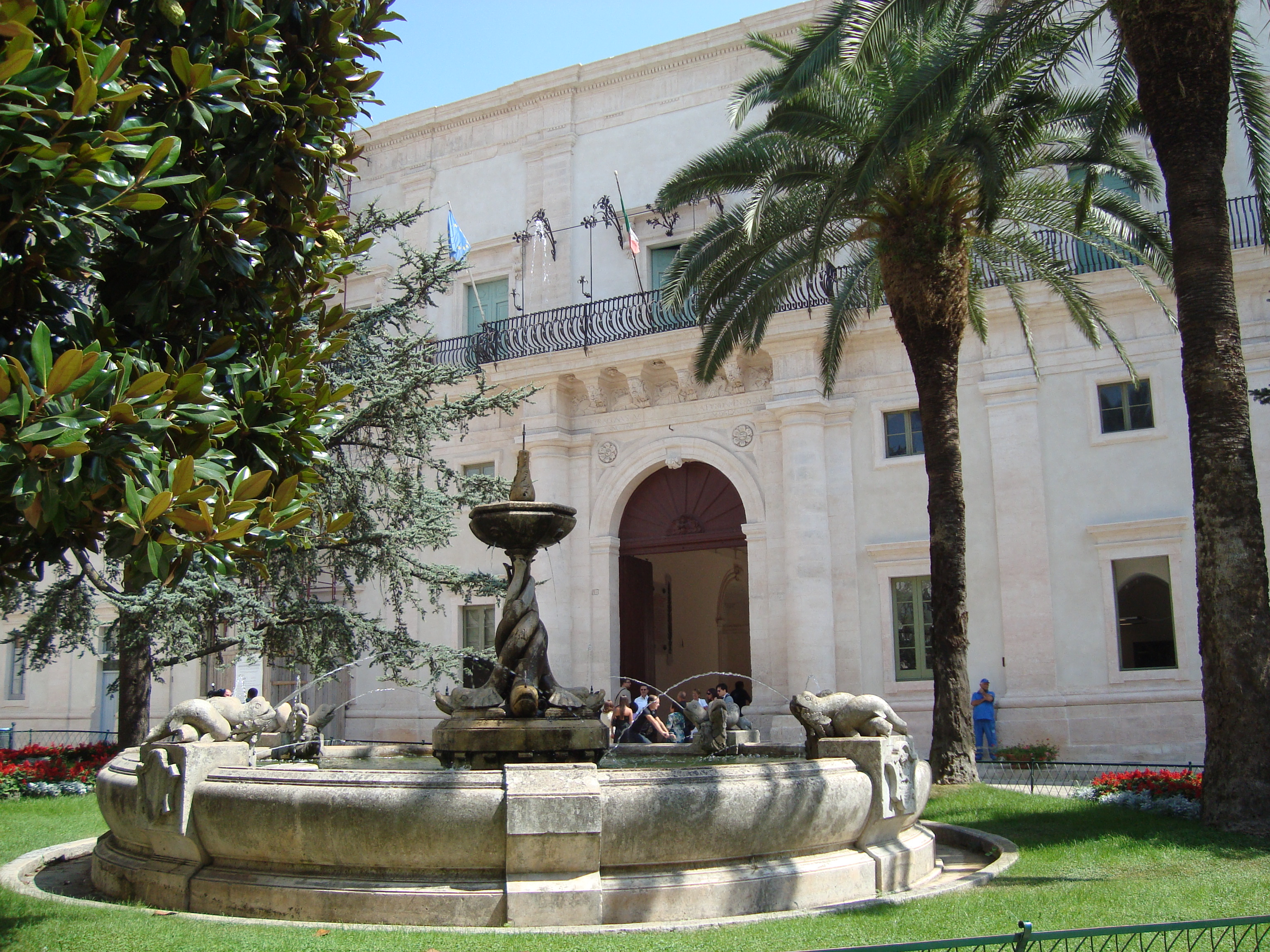
Il Palazzo Ducale di Martina Franca costruito da Petraccone Caracciolo

Nel 1662 sposò Aurelia Maria, figlia di Michele Imperiali, principe di Francavilla Fontana. 
Nel 1668 diede inizio alla costruzione del Palazzo Ducale sui resti dell'antico castello di Raimondello del Balzo Orsini del 1338.
L'edificio secondo Petrarcone doveva esaltare il ruolo economico e politico della famiglia Caracciolo consacrando il loro potere feudale. Infatti vennero spesi dal duca i 60.000 ducati (la stessa somma che aveva ricevuto per dote dalla moglie) per creare un'opera maestosa che da progetto prevedeva 300 camere, cappelle, stalle, neviere, corte, teatro e foresteria.
Petraccone nel 1674 fu Maestro di Campo nell'esercito imperiale durante la rivolta di Messina. 
Nel 1675, sul sagrato della Cattedrale di Ostuni, uccise in duello il duca di Nardò  e di Noci Cosimo Acquaviva, figlio di Giovan Girolamo, con il quale era in conflitto per problemi di giurisdizione di due feudi tra loro confinanti.
Morì nel 1704 e fu sepolto nella chiesa di Padri Riformati di Martina Franca.

## Discendenza
Dalla moglie ebbe i seguenti figli:
- Beatrice Caracciolo
- Brigida Caracciolo
- Francesco Caracciolo
- Isabella Caracciolo
- Teodora Caracciolo
- Francesco Maria Caracciolo (1674-1752), 9º duca di Martina;
- Giacomo Caracciolo, (1675-1718), arcivescovo cattolico;
- Sergianni Caracciolo